# Иона (Карпухин)
Митрополи́т Ио́на (в миру Ю́рий Алексе́евич Карпу́хин; 13 июня 1941, Москва — 4 мая 2020, там же) — архиерей Русской православной церкви, бывший митрополит Астраханский и Камызякский.
Тезоименитство 28 июня (Ионы, митрополита Московского, всея России чудотворца).

## Биография
Родился 13 июня 1941 года в деревне Подушкино (вошедшей в 1960 году в состав Москвы), в семье рабочего. Крещён в младенчестве в храме Воздвижения Креста Господня в Алтуфьеве. В 1959 году окончил среднюю школу. В 1959—1963 годах учился в Московской духовной семинарии. В 1963 году поступил в Московскую духовную академию.
С 1 сентября 1965 года — послушник Троице-Сергиевой лавры. 21 сентября 1965 года пострижен в монашество с наречением именем в честь Святителя Ионы, митрополита Московского, всея Руси чудотворца.
6 февраля 1966 года рукоположён во иеродиакона, 5 мая 1968 года — во иеромонаха.
В 1967 году окончил академию со степенью кандидата богословия за сочинение «Учение Святого Иоанна Дамаскина о соединении двух естеств в лице Иисуса Xpиста». Был оставлен профессорским стипендиатом и сотрудником Церковно-археологического кабинета.
С 1967 года — сотрудник Церковно-археологического кабинета при МДА (ЦАК), помощник инспектора МДС. С 1970 года — преподаватель Московской духовной академии и семинарии. С 1970 по 1991 год — благочинный Покровского храма при МДА.
Летом 1971 года возведён в сан игумена, 14 октября 1981 года — в сан архимандрита.
С 1 марта 1991 года — настоятель Крестовоздвиженского храма в Алтуфьеве и благочинный Троицкого благочиннического округа Москвы. По его инициативе уникальный храм середины XVIII века был реконструирован и расширен, что вызвало нарекания архитекторов.

### Архиерейство
20 октября 1992 года на заседании Священного синода определён быть епископом Астраханским и Енотаевским. 24 октября 1992 года за всенощным бдением в Покровском кафедральном соборе города Астрахани совершён чин наречения архимандрита Ионы во епископа. 25 октября 1992 года в Успенском патриаршем соборе Кремля совершена хиротония во епископа Астраханского и Енотаевского. Чин наречения и хиротонии совершали патриарх Московский и всея Руси Алексий II, архиепископ Солнечногорский Сергий (Фомин), архиепископ Чебоксарский и Чувашский Варнава (Кедров), архиепископ Краснодарский и Кубанский Исидор (Кириченко), архиепископ Волгоградский и Камышинский Герман (Тимофеев), архиепископ Истринский Арсений (Епифанов), епископ Дмитровский Филарет (Карагодин), епископ Ульяновский и Мелекесский Прокл (Хазов), епископ Уральский и Гурьевский Антоний (Москаленко), епископ Тверской и Кашинский Виктор (Олейник).
25 февраля 2002 года возведён в сан архиепископа.
12 марта 2013 года решением Священного синода в связи с образованием новой Ахтубинской епархии архиепископу Ионе усвоен титул «Астраханский и Камызякский»; тем же решением он назначен главой вновь созданной Астраханской митрополии, в связи с чем 24 марта в храме Христа Спасителя возведён в сан митрополита.
15 июля 2016 года почислен на покой по состоянию здоровья в связи с достижением 75-летнего возраста. Местом жительства на покое определён город Москва.
Скончался в ночь на 4 мая 2020 года в Москве от коронавирусной пневмонии.
6 мая 2020 года состоялось отпевание, которое совершил архиепископ Каширский Феогност, после чего почивший был погребён за центральным алтарём с северной стороны храма Воздвижения Креста Господня в Алтуфьеве.

## Публикации
- Московский духовные школы празднуют храмовый юбилей // Журнал Московской Патриархии. — 1970. — № 4. — С. 15.
- Ректор Софийской духовной академии в гостях у Московских духовных школ // Журнал Московской Патриархии. — 1972. — № 1. — С. 17-18.
- Четыре столетия Астраханского Православия. Обращение к православным пастырям, монашествующим, клиру, верующим Астраханской епархии // Журнал Московской Патриархии. — 2002. — № 4. — С. 37-51.

## Награды

### Церковные
- 1991 год — Орден святого равноапостольного великого князя Владимира III степени;
- 1995 год — Орден преподобного Сергия Радонежского III степени;
- 1999 год — Орден святого благоверного князя Даниила Московского II степени;
- 2001 год — орден преподобного Сергия Радонежского III степени;
- 2006 год — Орден святого преподобного Серафима Саровского II степени[7];
- 2012 год — Орден святителя Иннокентия, митрополита Московского и Коломенского II степени (2012)[8]
- орден Антиохийской православной церкви;
- 2016 год — Орден святого преподобного Серафима Саровского I степени[9].

### Светские
- Орден Дружбы (28 декабря 2000 года) — за большой вклад в укрепление гражданского мира и возрождение духовно-нравственных традиций[10];
- Медаль «В память 850-летия Москвы»;
- Орден «За заслуги перед Астраханской областью» (2006)
- Почётный гражданин города Астрахани (2006)